# مسیحیان سوریه
مسیحیان در سوریه حدود ۱۰٪ از جمعیت این کشور را تشکیل می‌دهند. بزرگترین فرقه مسیحیان این کشور کلیسای ارتدکس شرقی انطاکیه (معروف به پاتریارک ارتدکس یونان در انطاکیه و تمام شرق) است ، کلیسای کاتولیک ملکیت، یکی از کلیساهای کاتولیک شرقی که دارای ریشه مشترک با کلیسای ارتدکس شرقی انطاکیه و سپس توسط کلیساهای ارتدکس شرقی مانند کلیسای ارتدکس سریانی و کلیسای رسولان ارمنستان است. همچنین اقلیت پروتستان و اعضای کلیسای آشوریان در شرق و کلیسای کاتولیک کلدانی در سوریه وجود دارد. اعتقاد بر این است که شهر حلب بیشترین تعداد مسیحیان در سوریه را دارد.
در اواخر حکومت عثمانی، درصد زیادی از مسیحیان از سوریه مهاجرت کردند، به ویژه پس از وقایع خونین که به ویژه در سال ۱۸۴۰، کشتار ۱۸۶۰ و نسل‌کشی آشوریان را هدف قرار داد. به گفته فیلیپ هیتی، مورخ، تقریباً ۹۰۰۰۰۰ سوری از سال ۱۸۹۹ تا ۱۹۱۹ وارد ایالات متحده شده‌اند (بیش از ۹۰٪ آنها مسیحی هستند). سوری‌های شامل سوریه تاریخی یا شام شامل سوریه، لبنان، اردن و فلسطین هستند. مسیحیان سوریه نسبتاً ثروتمند و دارای تحصیلات عالی هستند.

## ریشه‌ها
جمعیت مسیحی سوریه ۱۰٪ جمعیت کشور را تشکیل می‌دهد. حدود ۱٫۲ میلیون نفر مسیحی در سال ۲۰۱۰ قبل از شروع جنگ داخلی در این کشور وجود داشته‌است. اکثر سوری‌ها یا در کلیسای ارتدکس رومی انطاکیه (۷۰۰۰۰۰ نفر) یا در کلیسای ارتدکس سریانی عضو هستند. اکثریت قریب به اتفاق کاتولیک‌ها به کلیسای روم پادشاهی کاتولیک تعلق دارند، که در نتیجه انشقاق در کلیسای ارتدکس یونان ایجاد شده‌است. دیگر کلیساهای مسیحی در اتحاد با روم شامل مارونی‌ها، کاتولیک‌های سریانی، ارمنی‌ها، کلدانی‌ها و تعداد کمی از کاتولیک‌های آیین لاتین است. بقیه مربوط به مشارکت‌های مسیحیت شرقی است، که از همان اوایل مسیحیت در سوریه وجود داشته‌است.

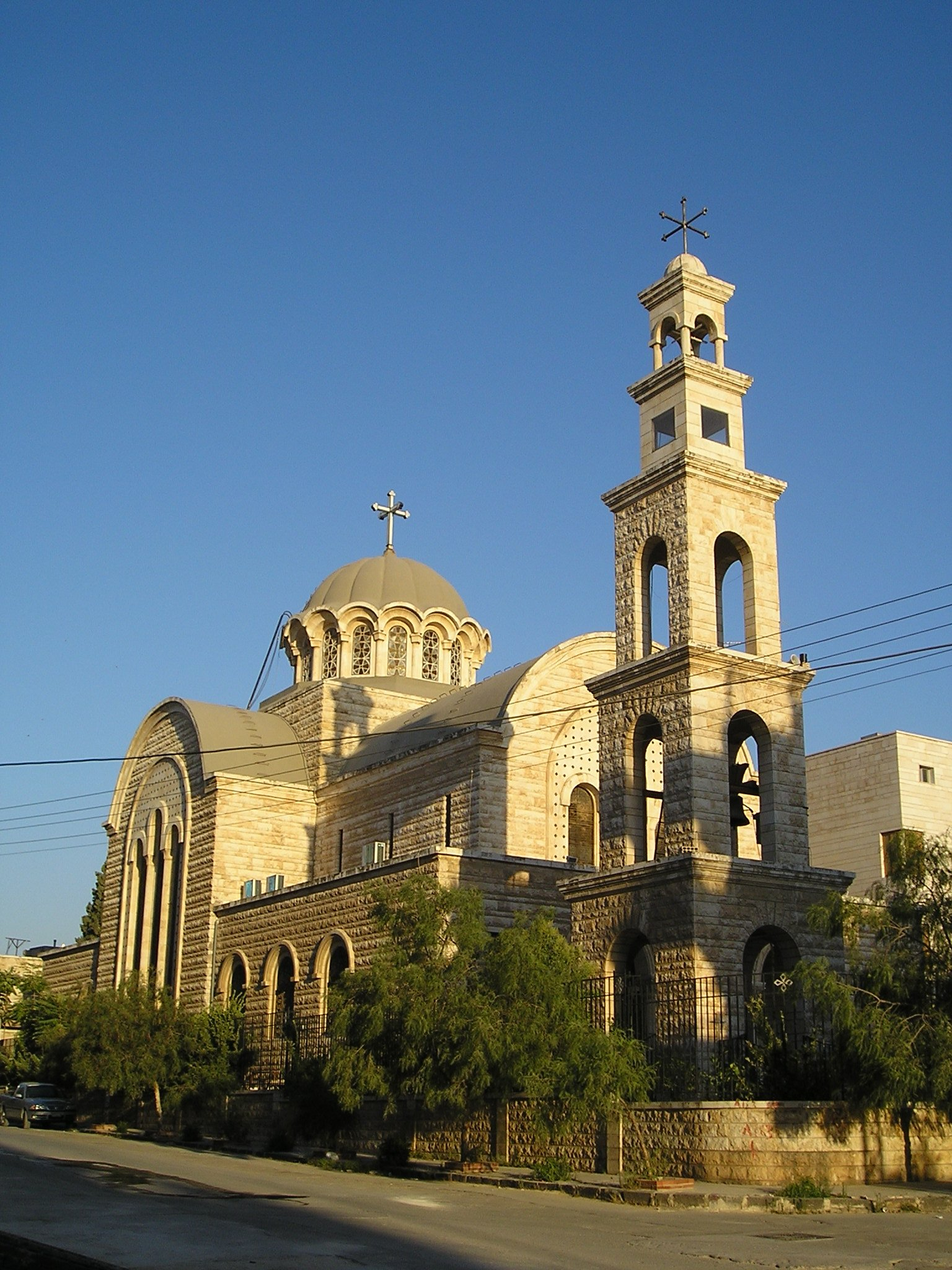
کلیسای جامع سنت جورج در حماه
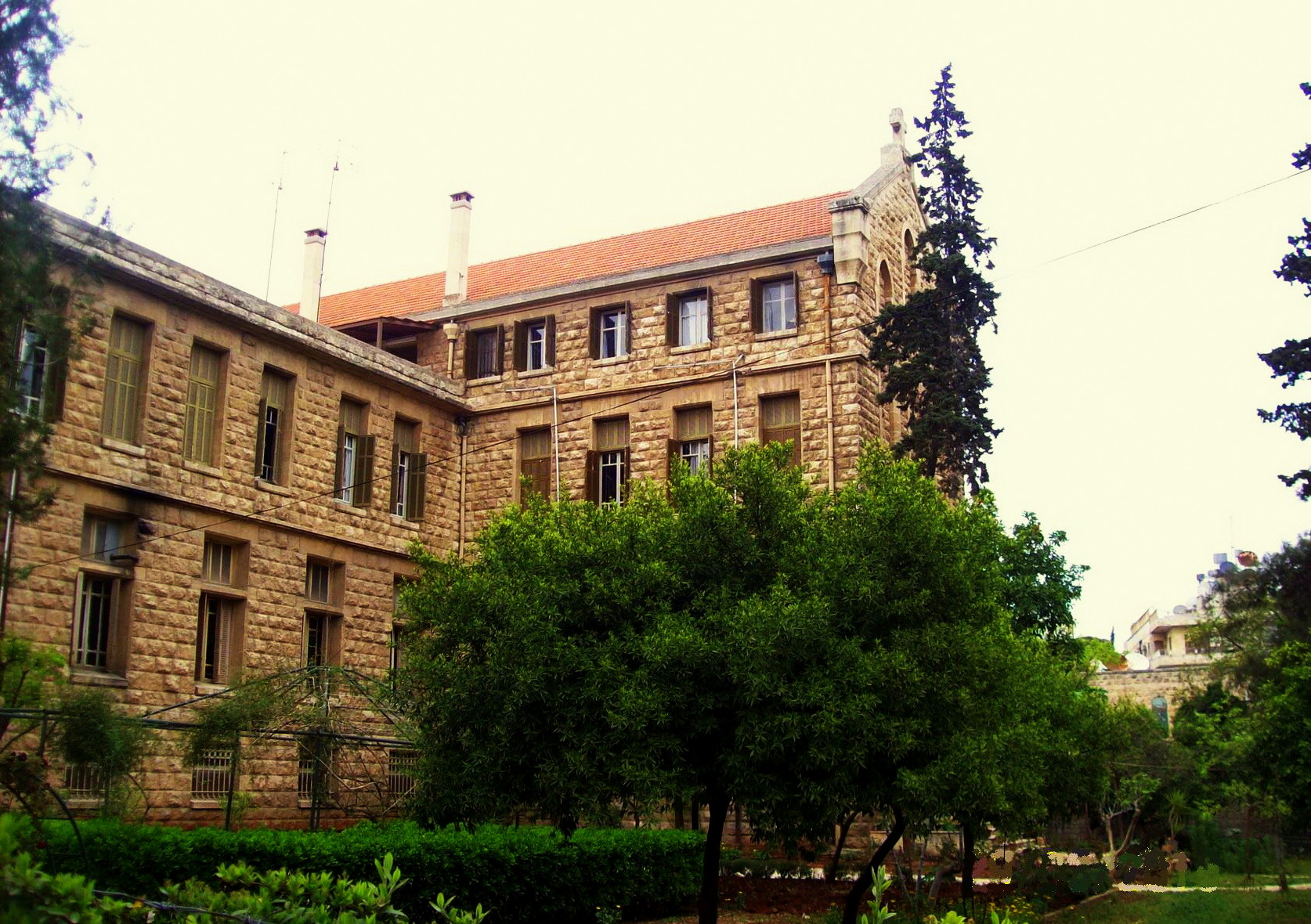
صومعه مبلغان فرانسیسان ماری در حلب